# Ideford
Ideford – wieś i civil parish w Anglii, w Devon, w dystrykcie Teignbridge. W 2011 civil parish liczyła 388 mieszkańców. Ideford jest wspomniana w Domesday Book (1086) jako Yudeford/Yudaforda.